# Trollz
Pour l’article homonyme, voir Trollz (chanson).
Trollz est une série télévisée d'animation américaine en 27 épisodes de 23 minutes, créée par Andy Heyward et diffusée entre le 3 octobre 2005 et le 8 novembre 2005 sur CBS. En France, la série a d'abord été diffusée sur TF1 dans la case TF! Jeunesse puis rediffusée sur Canal J à partir du 24 décembre 2006. En Belgique, la série a été diffusée sur Club RTL. Elle raconte les aventures de 5 jeunes filles qui doivent sauver leur ville de la menace d'un gremlin...

## Synopsis
Ruby, Onyx, Sapphire, Amethyst et Topaz sont des Trollz. Simon, un méchant, essaye de dérober les Gemmes, les pierres précieuses que possèdent les Trollz sur leur nombril.
Simon étant un grand fainéant, ordonne à son complice Snarf de voler les Gemmes des Trollz.
Malgré leur courage, les cinq Trollz auront besoin de l'aide des cinq Anciens, cinq Ancêtres.
Ruby est une jeune fille qui adore se faire remarquer.
Topaz est une jeune fille qui adore la mode mais qui peut parfois se montrer bête.
Sapphire est une fille intelligente.
Améthyst est "la plus normale" du groupe, elle a un grand cœur.
Quant à Onyx, c'est la plus mystérieuse de la bande, avec un look gothique.

## Distribution

### Voix originales
- Britt McKillip : Améthyst
- Chiara Zanni : Ruby
- Alexandra Carter : Sapphire
- Leah Juel : Topaz
- Anna van Hooft : Onyx

### Voix françaises
- Sabrina Leurquin : Améthyst
- Susan Sindberg : Ruby
- Nathalie Bleynie : Sapphire
- Pascale Chemin : Topaz
- Aurélie Meriel : Onyx
- Nathalie Homs : Simon
- Danièle Hazan : Obsidian
- Gilbert Lévy : Fizzy, Principal Trollercrombie, Surveillant Bras-de-Fer
- Benjamin Pascal : Coal, Kaboom, Mica
- Franck Tordjman : Rock
- Olivier Jankovic : Flint
- Dolly Vanden : Valentin, Snarf
- Isabelle Langlois : Brenda
- ??? : Snarf (transformation)

- Version française
  - Studio de doublage : Studio de Saint-Ouen[1]
  - Direction artistique : Éric Peter
  - Adaptation : Arlette Aurenche et Olivier Callet

## Épisodes
1. Amies pour la vie
2. Les sorts ennemis
3. Il n'y avait qu'à demander
4. Onyx soit qui mal y pense
5. Question de confiance
6. Trollchimie
7. Formule trollz
8. Épreuve dangereuse
9. Trollichinelle
10. La course aux invitations
11. Reflets trompeurs
12. Le bal costumé
13. La bague enchantée
14. Bouffoneries
15. Echec au roi
16. L'ancêtre Zirconia
17. Reine des fêtes
18. L'ancêtre Bauxite
19. En route pour Trollisbourg
20. Plus rien, plus de magie
21. La magie est revenue
22. Grenat, la nouvelle !
23. Trollz attitude
24. L'union fait la force
25. Voyage à Trollhiti
26. Les monstres de la plage
27. Le volcan Krakatrolla

## Produits dérivés

### Livres
1. Meilleures Amies pour la vie
2. Tout ce qui brille...
3. Catastrollz